# Santuari del Far
El Santuari del Far és una església de Susqueda (Selva) inclosa a l'Inventari del Patrimoni Arquitectònic de Catalunya. El Santuari de la Mare de Déu del Far corona la punta d'una colossal i impressionant cinglera, de silueta inconfusible, a 1.123 metres d'altitud. La cinglera del Far és una de les més impressionants de Catalunya i delimita la subcomarca de Collsacabra de la regió de les Guilleries i de la vall d'Hostoles.

## Descripció

### Església
L'església del Far, actualment dissimulada per unes reformes i afegitons del segle xvii, és un edifici rectangular d'uns divuit metres de fondària per uns quatre d'amplada, cosa que la fa desproporcionadament fonda. És una obra massissa, de volta apuntada, feta tota ella de còdols poc desbastats i lligats amb morter, els quals no estan dispossats en filades regulars. Ni la nau ni el presbiteri no tenen cap arc toral o ressalt que trenqui la monotonia dels seus murs o la impressió de túnel.
A uns tres quarts de la seva longitud, s'obre, a banda i banda de la nau, uns arcs de pedra picada que emmarquen dues capelles laterals. El de la banda esquerra, que corresponia a l'antiga capella de Sant Marc, ara del Santíssim, és molt més antic i té gravada, a la pedra clau del seu arc, la data de 1648, mentre que el d'enfront, que es comunica per una porta amb l'hostatgeria, fou fet el 1884, i el seu altar era dedicat a Sant Adjutori abat. Ambdós arcs, per la seva gran alçada, han mutilat un xic l'arrencada de la volta de l'església en la seva part superior.
L'església pel fet de trobar-se entre dos cossos més tardans d'edificació, no té cap finestra i rep tota la seva llum pel rosetó o ull de bou de la façana i ara també a través del modern cancell de vidre.
L'església guarda l'orientació típica de les esglésies romàniques, ja que té el presbiteri orientat a llevant.
La façana de l'església del Far és molt austera. Té un gran portal quadrat amb llinda i muntants de pedra, una fornícula, la part superior de la qual està acanalada, sobre seu en la qual per donació d'uns devots hi ha actualment una imatge de Sant Jordi, i, més amunt, una pedra, en la qual es pot llegir la inscripció STELLA MARIS. Un gran rosetó o ull de bou completa l'ornamentació de la façana, que té un coronament o pinacle triangular amb una creu al capdamunt i uns pilonets acabats amb boles.

### Campanar
El segon element en entrar en escena és el campanar, el qual està ubicat a la part nord de la façana. És precisament aquí on arranca la base ample i rabassuda del campanar, només amb dues petites finestretes o espitlleres en els dos pisos inferiors, i quatre finestrals allargassats per a les campanes en les quatre cares. La poca alçada del campanar es deu als continus ensurts provocats pels llamps. Degut a això, es va optar per deixar el campanar pla, amb un terradet a dalt i una caseta o garita per a suport del parallamps.

### Hostatgeria
En tercer lloc tenim l'hostatgeria i els edificis annexos o adossats. També té una gran importància en la història del Far la casa o conjunt d'edificacions que envolten l'església i que han servit per allotjar els beneficiats i capellans custodis, la família dels ermitants i per atendre els hostes i pelegrins que durant segles han acudit al Far. Dels cossos d'edificació que fan costat a l'església el de la banda dreta o de migdia fou construït el 1826, i el de la banda esquerra o de tramuntana es feu el 1860.
Tot i presentar-se com un conjunt força homogeni, l'edificació actual de l'hostatgeria del Far no és pas una obra unitària ni pensada en conjunt; i és que cada segle hi ha deixat la seva petjada i ha bastit una part del casal segons les necessitats o possibilitats del moment. L'hostatgeria actual que podem contemplar avui en dia s'ha traduït a la pràctica en un únic edifici allargat, situat perpendicularment a l'església.

### Dependències
Exemptes a l'església trobem una sèrie de dependències i construccions importants. Entre aquestes cal destacar especialment la petita capella ubicada ben bé davant de la façana de l'església. Es tracta d'una petita construcció de planta quadrada coberta amb una petita volta d'arc de mig punt. Coneguda popularment com la capella de les Ofrenes, aquesta està presidida per una reproducció de la Mare de Déu ubicada en una petita obertura rectangular emmarcada amb llinda i muntants de pedra. Aquesta petita capella rep una gran afluència de devots els quals acompanyen les seves pregàries amb la crema de ciris i llantiols. Adossada a la capella trobem una petita estela commemorativa que els Amics del Far dediquen especialment a Mossèn Cinto Verdaguer.

### Imatge

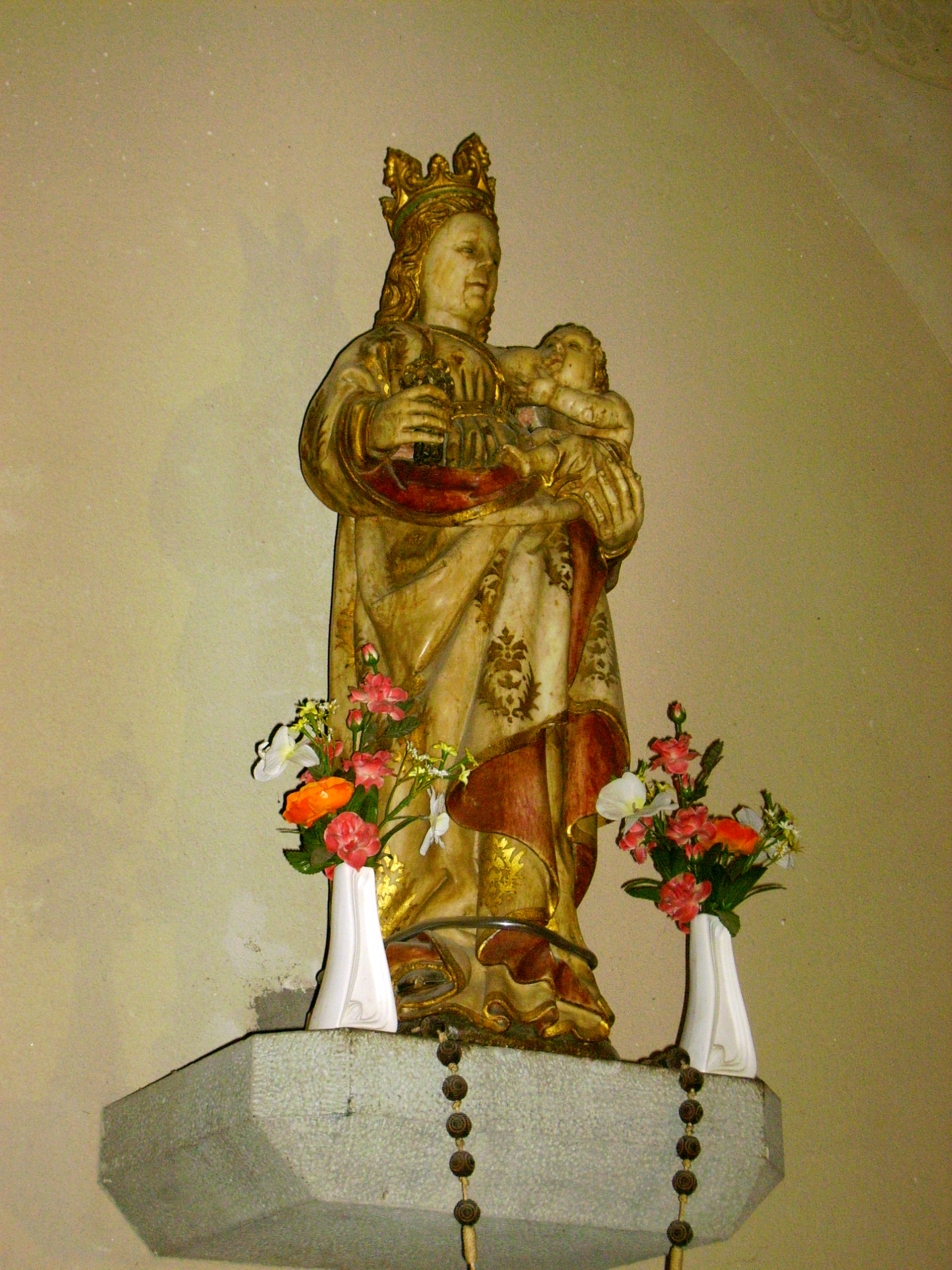
Imatge de la Mare de Déu del Far

Finalment cal fer aturada en l'emblema o símbol del Santuari com és la imatge de la Mare de Déu del Far. Es tracta d'una imatge d'alabastre de poc més d'un metre d'alçada, exactament 105 cm, que és una de les millors icones marianes que es conserven del final del període gòtic. La relativa escassetat d'imatges d'aquest període no permet altra cosa que datar-la entre mitjan segle xv i el final del mateix segle.
Santa Maria del Far se'ns mostra com una reforçada matrona de peu dret, sense cap vel al cap, complementada només per una esvelta corona règia de la qual brolla una abundant i espessa cabellera daurada. La Verge va vestida amb una túnica cenyida molt amunt amb una corretja o cinyell que es corda al mig del pit, amb un extrem que li davalla pel davant, per bé que el mantell l'oculta. Per la seva banda l'Infant està assegut a la mà esquerra de la mare, la qual té un escot en diagonal que deixa al descobert tot el pit esquerre, que l'Infant pren amb les dues mans mentre acosta els llavis al mugró. Amb l'altra mà la Verge sosté l'Infant, que està assegut,vestit totalment amb una túnica. És un infant de galtes rodones i cabell arrissat que es prepara enèrgicament per a la funció vital de mamar. La Mare de Déu té uns Goigs dedicats que canten "Puig us heu dignat honrar / aquest lloc, sagrada aurora / Sigueu nostra intercessora / Verge Maria del Far".
A la dècada del 2010 el Santuari del Far rep una gran afluència de visitants en format de devots, curiosos, creients, turistes etc que l'ha convertit en un emplaçament d'interès turístic. Per tal de donar cabuda i satisfer les necessitats d'aquesta gran afluència de públic, pels voltants s'han habilitat tot un conjunt de instal·lacions necessàries que van des de barbacoes, passant per lavabos i fins a arribar a bancs i zones de pícnic.

## Història

### Edat mitjana
El Far pertany a Collsacabra, encara que les modernes divisions administratives l'incloguin en la província de Girona. Històricament, el Far és terra osonenca, propietat dels vescomtes d'Osona i lligada durant segles a la jurisdicció de la baronia, després marquesat, de Rupit.
Segons la llegenda, el Santuari fou aixecat per uns mariners que, trobant-se en perill de naufragar, veieren el cim del far des de mar estant. Tanmateix cal recordar que el mot far s'aplica a una foguera que servia de senyal, tant prop del mar com terra endins.
Les primeres notícies del Santuari es remunten al 25 d'agost del 1269 gràcies al testament de Pere Jaume, fill de Berenguer de Sesqueions (del Mas Esqueions prop de la Jaça, a Rupit) de la parròquia de Sant Martí, que testà el amb motiu d'un viatge a Jerusalem i que, entre d'altres, llega dotze diners a la capella de Santa Maria des Far.
L'any 1332 algun fidel o el rector de l'església devia arribar a la ciutat d'Avinyó on aconseguí de la cort papal de Joan XXII una butlla d'indulgències tant per al Santuari com per a l'altar de la màrtir Sant Fe. Les indulgències eren molt apreciades, el Santuari podia oferir el guany de quatre-cents vuitanta dies d'indulgència per cada un dels actes i festes esmentades en la butlla.

### Segles XVII i XVIII

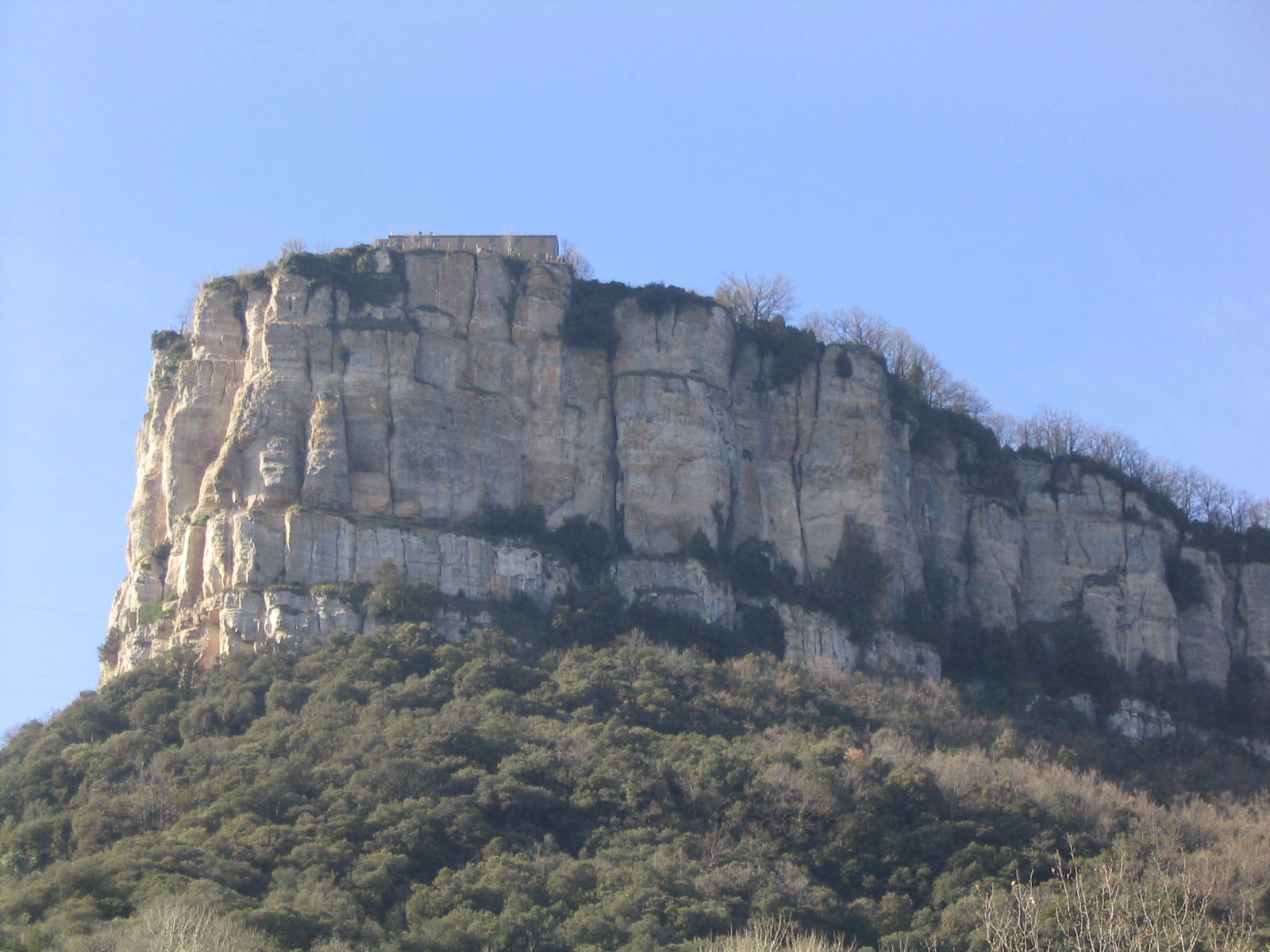
El Santuari a la cinglera

La documentació del far dona moltes notícies d'obres fetes a partir del 1601 com uns bancs el 1607, les portes que feu el fuster de Rupit Gaspar Auger el 1628 o la pica d'aigua beneitera del 1638. Entre 1650 i 1691 es va construir l'hostatgeria.
El segle xvii fou molt important tant per l'augment de la devoció a la Mare de Déu del Far i la conseqüent renovació de la confraria de devots el 1648, una institució creada a mitjan segle xiv i regida per un capellà de la zona com a prior. L'església patí diverses renovacions entre el 1580 i el1590.
El segle xviii va ser un dels més nefastos pel Santuari, ja que es va iniciar l'estancament progressiu d'aquest. Les causes serien la competència del Santuari de la Salut, la prohibició el 1726 feta pel bisbe Marimón de què les parròquies de la vall d'Hostoles pugessin al far en processó i la Guerra de Successió.
Malgrat tot, els llibres de l'administració del Santuari confirmem que es van fer algunes obres. La façana actual data del 1726, poc després d'acabar-se el campanar el 1720, ja que el coronament piramidal de l'anterior havia estat destruït per un llamp el 1654. Els estralls del llamp també afectaren la campana major i obligaren a refer la volta del campanar. Tot i haver-hi parallamps el 1823 un altre llamp va malmetre el campanar que aleshores es deixà amb un coronament pla. Els llibres de comptes esmenten despeses per a 84 quarters de calç i mil teules per a l'església i que el 1757 es construí la sagristia nova.

### Segles XIX i XX
La darrera i més important obra, abans de la restauració, es va fer el 1863, quan es van homogeneïtzar, cobrint-los amb un sol teulat, l'església i els dos cossos d'edifici que li fan costat. Al segle xix el Santuari recuperà, gràcies al mossèn Pere Piugcorber part del prestigi perdut. Paral·lelament les peregrinacions es van tornar a fer dotant de nova vitalitat el lloc.
Durant el segle XX es renovà la decoració de l'altar i l'antic cambril entorn el 1922. La Guerra Civil destruí bona part d l'antic altar i paraments de l'església, però uns fidels salvaren la imatge de Santa Maria, del segle xv. En aquesta s'hi ha realitzat tres importants restauracions el 1922, el 1939 i el 1970. Entre el 1965 i durant quatre anys el Santuari quedà abandonat i la imatge es traslladà a Vic on restà fins al 1970, quan l'església fou restaurada totalment, arrencant l'arrebossat tardà, i traient el retaule neoclàssic cosa que deixà el mur de pedra vista al descobert.